# Regarde les hommes tomber
Cet article concerne le film français. Pour le groupe de metal français, voir Regarde les hommes tomber (groupe).
Pour plus de détails, voir Fiche technique et Distribution.
Regarde les hommes tomber est un film français réalisé par Jacques Audiard, sorti le 31 août 1994. Premier film de son réalisateur, il a remporté notamment le César de la meilleure première œuvre en 1995.

## Synopsis
Deux histoires complètement opposées vont, par la force des choses, être amenées à se croiser. D'un côté, il y a Simon Hirsch, représentant de commerce taciturne, qui cherche à tout prix à venger son seul ami, un inspecteur de police qui s'est fait tirer dessus au cours d'une enquête. De l'autre, Marx, escroc minable et vieillissant, constamment suivi par Johnny, un jeune paumé qui s'est pris d'affection pour lui et qu'il entraîne dans ses petites combines.

## Fiche technique
- Réalisation : Jacques Audiard
- Scénario : Jacques Audiard et Alain Le Henry, d'après le roman Triangle (Un trio sans espoir) de Teri White
- Directeur de la photographie : Gérard Stérin
- Montage : Juliette Welfling
- Musique : Alexandre Desplat
- Décors : Jacques Rouxel
- Production : Didier Haudepin
- Sociétés de production : France 3 Cinéma, Bloody Mary Productions et Canal+
- Pays de production :  France
- Genre : drame et policier
- Langue : français
- Durée : 95 minutes
- Dates de sortie :
  - France : 31 août 1994

## Distribution
- Jean-Louis Trintignant : Marx
- Jean Yanne : Simon Hirsch
- Mathieu Kassovitz : Johnny / Frédéric
- Bulle Ogier : Louise Hirsch
- Christine Pascal : Sandrine
- Yvon Back : Mickey
- Yves Verhoeven : l'homosexuel
- Marc Citti : l'informateur de Mickey
- Roger Mollien : Marlon
- Pierre Guillemin : monsieur Vernoux
- Philippe Du Janerand : Merlin
- Rymka Wajsbrot : Mme Rajenski
- Blats : Donata
- Laurence Bienvenu : Colette
- François Toumarkine : l'homme de main

## Distinctions
- Prix Ruta-et-Georges-Sadoul 1994

César du cinéma 1995 :
- César de la meilleure première œuvre
- César du meilleur espoir masculin pour Mathieu Kassovitz
- César du meilleur montage pour Juliette Welfling
- Nomination au César du meilleur scénario original ou adaptation